# 11519 Adler
A 11519 Adler (ideiglenes jelöléssel 1991 GZ4) a Naprendszer kisbolygóövében található aszteroida. Eric Walter Elst fedezte fel 1991. április 8-án.
Nevét Alfred Adler (1870 – 1937) osztrák pszichiáter után kapta.